# یوشیکو ساکاکیبارا
یوشیکو ساکاکیبارا (انگلیسی: Yoshiko Sakakibara; ۳۱ مهٔ ۱۹۵۶ – ) صداپیشه، و بازیگر اهل ژاپن است. وی از سال ۱۹۸۰ میلادی تاکنون مشغول فعالیت بوده‌است.